# Andrew Fisher
Andrew Fisher (Crosshouse, 29 agosto 1862 – Londra, 22 ottobre 1928) è stato un politico scozzese naturalizzato australiano, quinto primo ministro australiano.
Trascorse la sua infanzia lavorando in una miniera di carbone. Nel 1885 all'età di 23 anni, decise di emigrare con suo fratello nel Queensland in Australia dove continuò ad esercitare la professione di minatore e dove sposò la conterranea Margaret Irvine. A Gympie nel Queensland divenne in breve un attivista delle Amalgamated Miners Union, (il sindacato dei minatori) e cominciò a scrivere per il giornale laburista Gympie Truth.

## Carriera politica
Nel 1893 Fisher fu eletto nelle file del partito laburista all'assemblea legislativa del Queensland, ma nel 1896 perse il suo scranno parlamentare per riconquistarlo nel 1899. Nei sette giorni del governo di Anderson Dawson, che fu il primo governo socialista nella storia mondiale, ricoprì il ruolo di ministro delle ferrovie e del pubblico impiego. Come molti suoi colleghi di partito sostenne tiepidamente la costituzione di una federazione australiana, ma ebbe comunque l'onore di essere eletto nel primo parlamento federale che fu istituito nel 1901.
Nel 1904 Fisher fu nominato ministro del commercio e della dogana nel governo di Watson, all'interno del quale emerse come uno dei più promettenti leader laburisti con una reputazione di conoscitore dei segreti della finanza. Nel 1907 Watson si ritirò e Fisher fu il suo successore naturale come leader laburista.
Quando il governo protezionista di Alfred Deakin nel 1908 rassegnò le dimissioni, Fisher formò il suo primo governo di minoranza. Ma appena otto mesi dopo i Protezionisti e il partito del libero commercio si sciolsero in una nuova formazione politica denominata fusione o partito liberale del commonwealth e costrinsero alla dimissione il governo laburista. In quel breve lasso di tempo nel quale il suo governo rimase in carica Fisher vide crescere la sua popolarità e nelle elezioni dell'aprile del 1910 conquistò la maggioranza nelle due camere del parlamento australiano, potendo dare vita al primo governo laburista di maggioranza.
Nei tre anni del suo secondo ministero Fisher varò numerose riforme, tra le quali possiamo citare la determinazione dell'età per andare in pensione, la fondazione della Reale Marina Australiana e la creazione della prima banconota australiana. Ma le due riforme costituzionale che tra il 1911 e il 1913 Fisher cercò di far approvare per conferire al governo federale il potere di regolare i monopoli e le condizioni industriali furono respinte dall'elettorato con due referendum. Nelle elezioni del 1913 il suo governo fu sconfitto dai liberali guidati da Joseph Cook.
A dispetto della sconfitta elettorale i laburisti di Fisher conservarono il controllo del senato federale riuscendo a bloccare la legislazione del governo Cook il quale nel 1914, indisse le elezioni anticipate nel tentativo di conquistare entrambe le camere. Lo scoppio del primo conflitto mondiale irruppe nel mezzo della campagna elettorale e fu sfruttato da Fisher che si batté per la costituzione di un esercito Australiano indipendente. Egli vinse le elezioni con lo slogan “stiamo dietro le madri del paese per aiutarlo e difenderlo sino all'ultimo uomo e all'ultimo scellino” e poté formare il suo terzo governo.
Ma Fisher giocò la sua leadership nell'istituzione di tasse di guerra, facendo crescere le pressioni dell'ambizioso avversario di partito Billy Hughes, che si batteva per l'introduzione della coscrizione obbligatoria. Nel 1915, a causa del deterioramento del suo stato di salute Fisher rassegnò le dimissioni da leader del partito laburista e da primo ministro e fu sostituito da Hughes. Il nuovo governo nominò Fisher alto commissario, ovvero ambasciatore dell'Australia, a Londra dove esercitò le sue nuove mansioni sino al 1921. Egli continuò a vivere a Londra sino al 22 ottobre del 1928, giorno della sua morte, a dispetto delle suppliche dei suoi sostenitori politici che lo pregarono di tornare in Australia. La divisione federale di Fisher è così chiamata in onore di Andrew Fisher.